# Kaiserbrunnberg
Der Kaiserbrunnberg ist ein 576 m ü. A. hoher Berg im niederösterreichischen Wienerwald.

## Beschreibung
Der bewaldete Berg liegt westlich der Bundeshauptstadt Wien unmittelbar südlich der Westautobahn. Die nächstgelegene Ortschaft ist der östlich gelegene Weiler Pfalzberg. Größere Orte sind Eichgraben im Nordwesten, Rekawinkel im Norden und Pressbaum im Nordosten. Nachbarberge sind der Jochgrabenberg (645 m) im Westen und der Große Pfalzberg (504 m) im Osten.
Der Gipfel des Kaiserbrunnbergs ist über einen Fußweg zu erreichen, der in west-östlicher Richtung über den Berg führt.
Nördlich des Kaiserbrunnbergs sammelt sich das Wasser, das auf einer Höhe von 520 m zunächst die Dürre Wien und dann den Wienfluss bildet. Die Wienflussquelle, die 1957 neu gefasst wurde, soll Kaiserin Elisabeth bei ihren Spaziergängen am 23. April 1882 besucht haben (Gedenktafel am sogenannten „Kaiserbrünndl“).

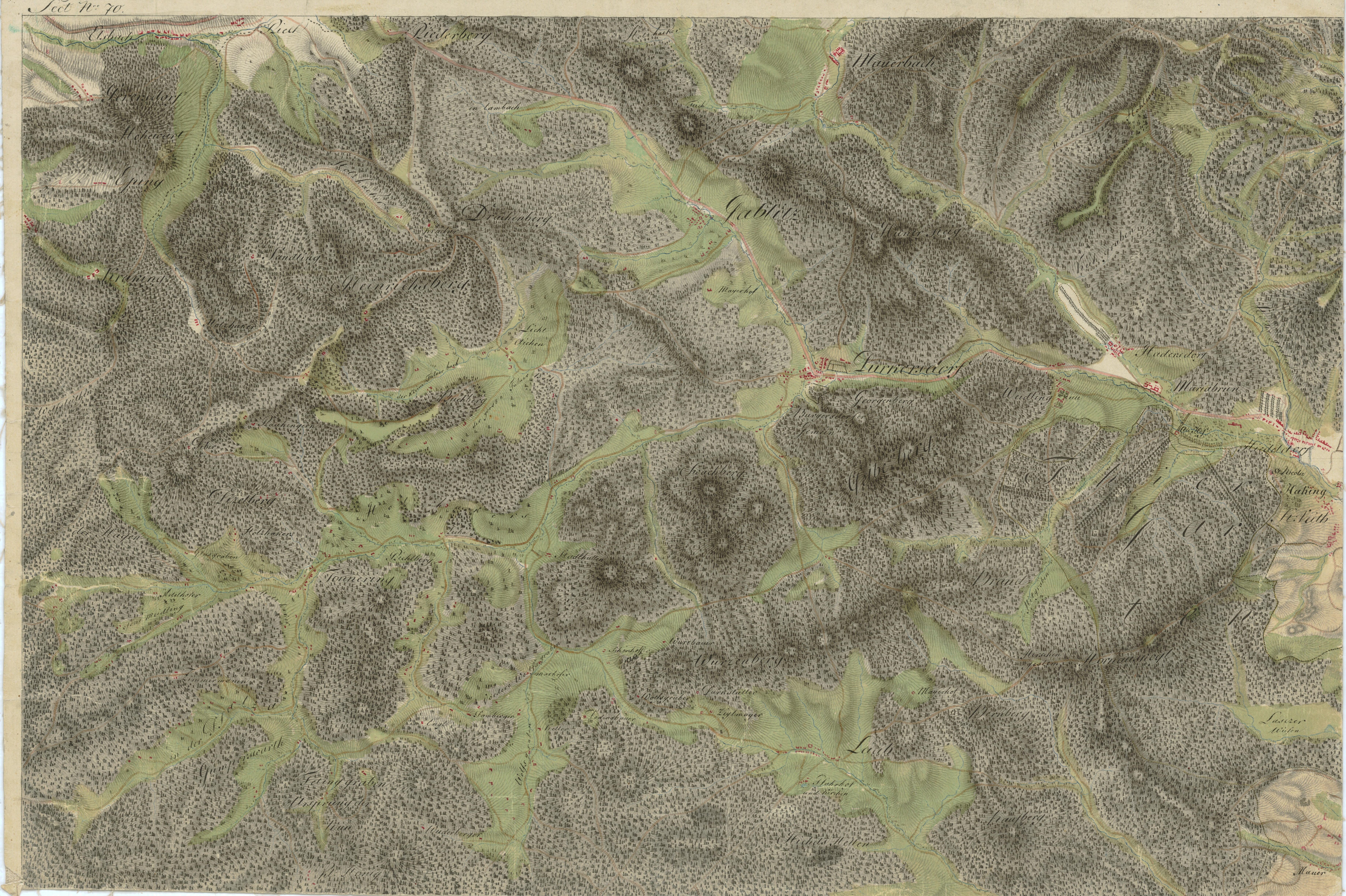
Gegend von Pressbaum um 1790 unter dem Namen „Tonnering“ (Mitte links), südlich davon soll sich die damals angenommene Quelle der Wien befinden.
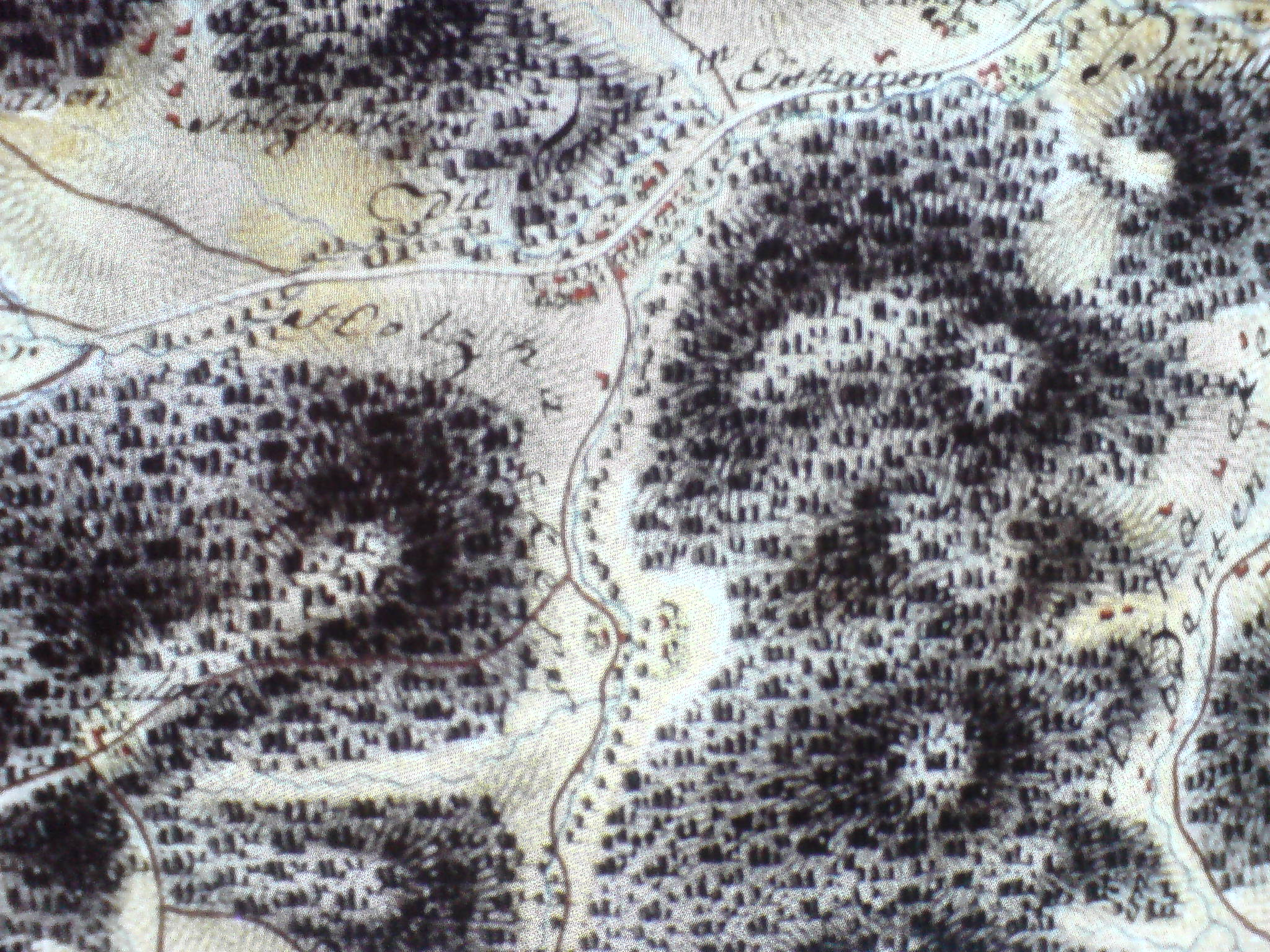
Josephinische Landesaufnahme
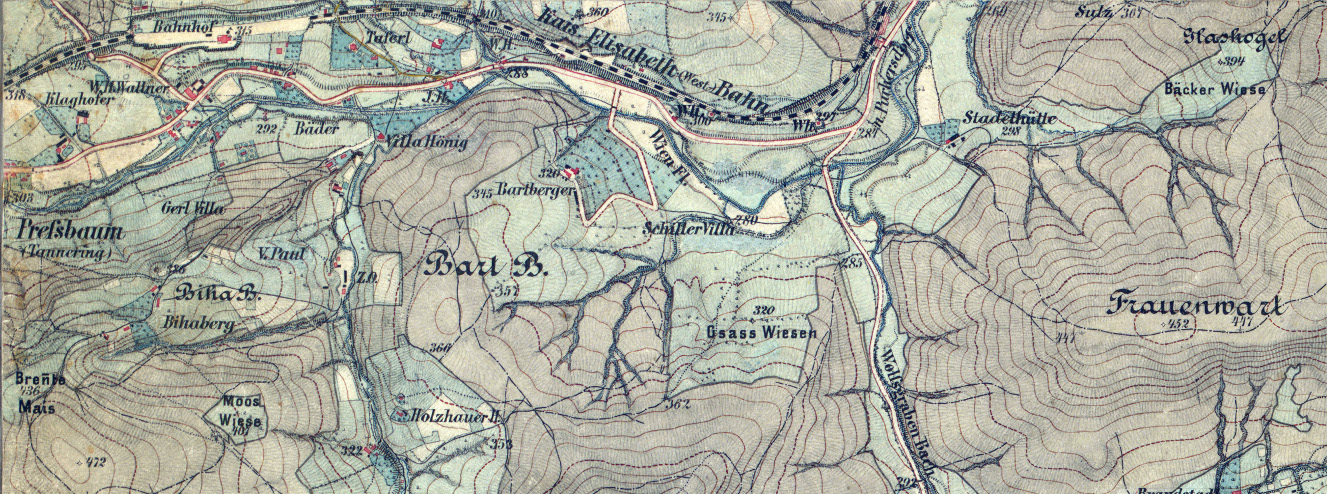
Aufnahmeblatt 4756-2c Ausschnitt Pressbaum
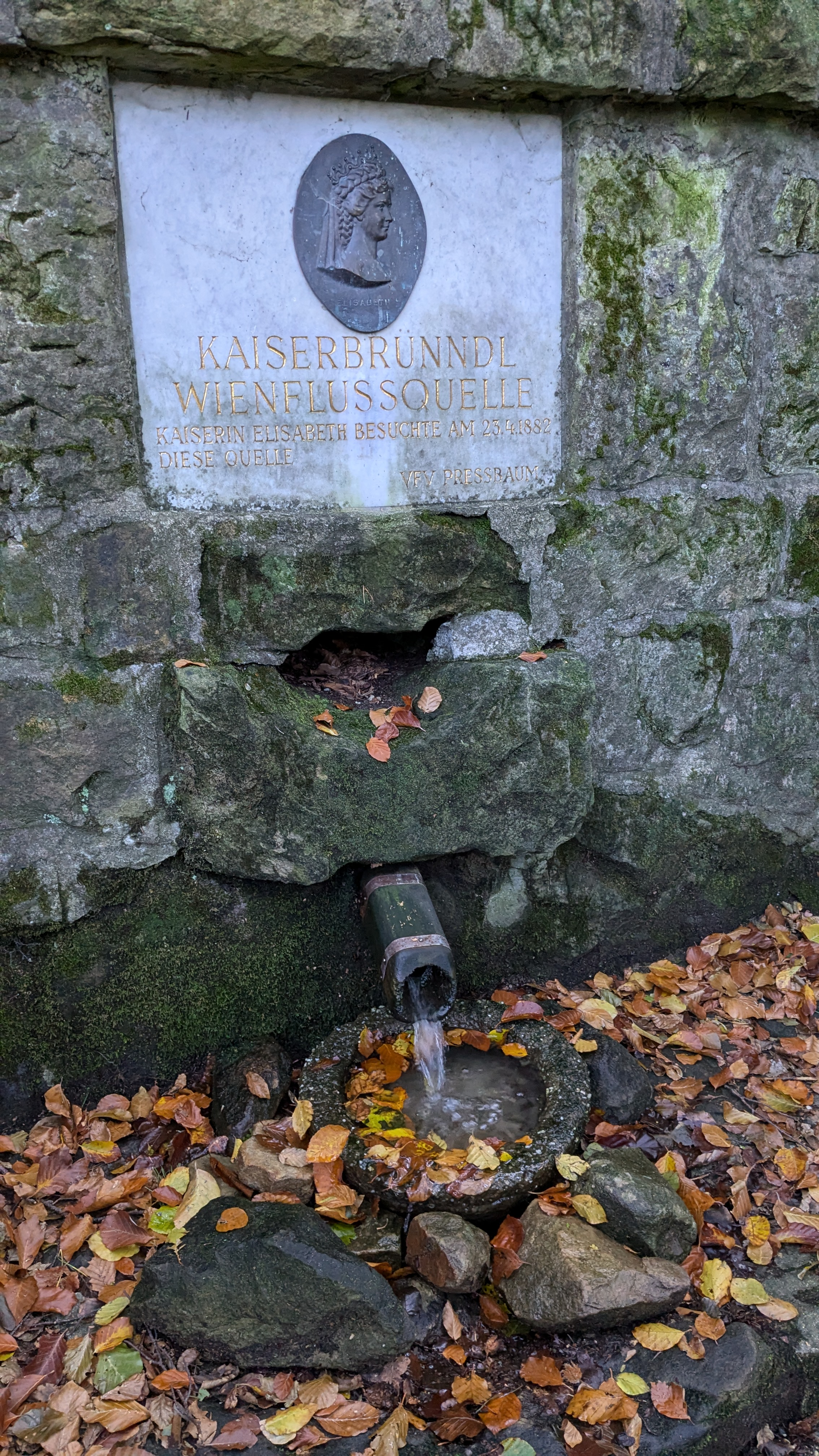
Kaiserbrünndl – gefasste Wienflussquelle am Kaiserbrunnberg / Pfalzberg bei Pressbaum
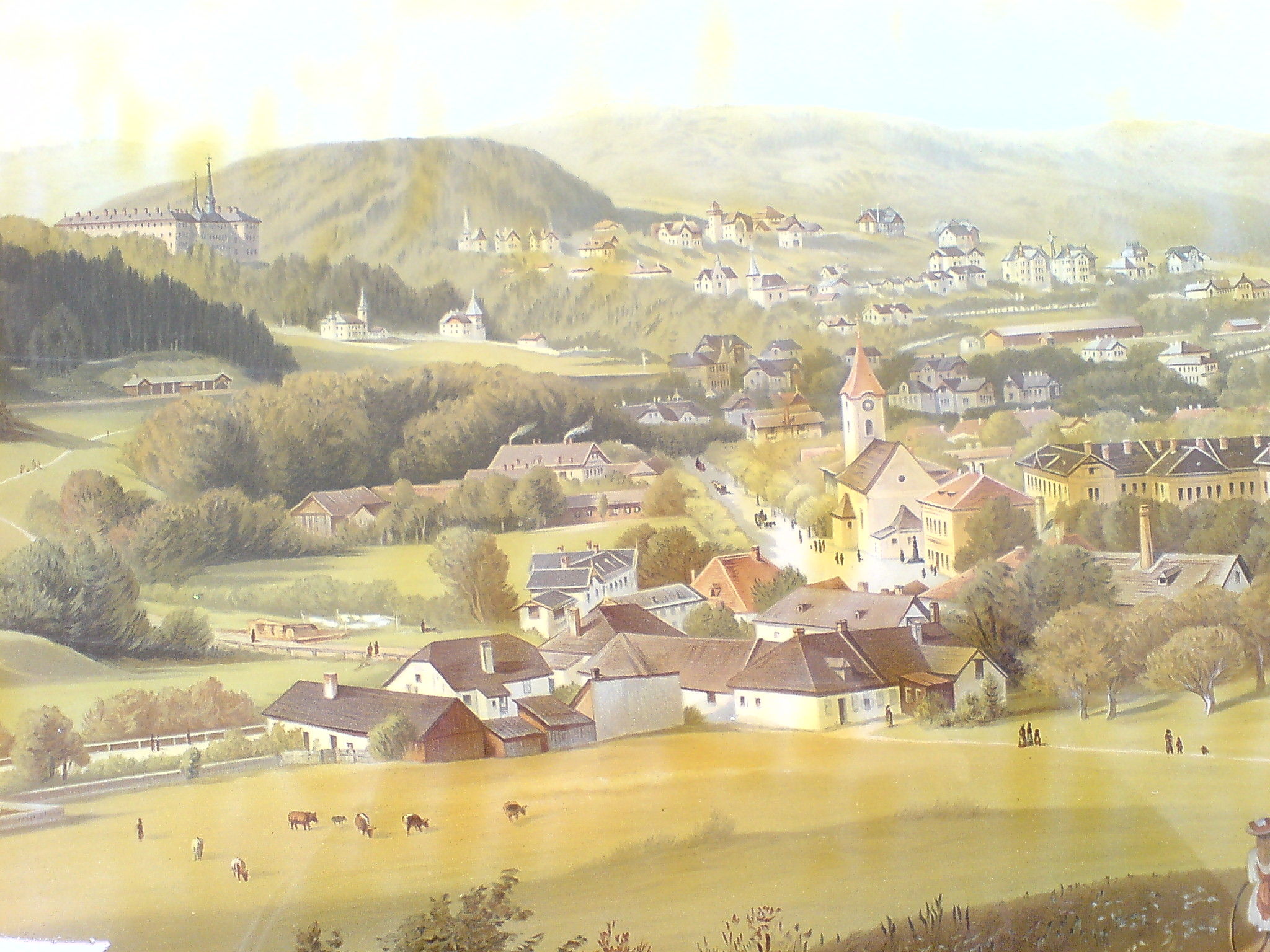
Pressbaum um 1880, Lithographie nach Gemälde von G. Varrone (Privatbesitz). Zu sehen sind im Hintergrund auch die Berge rund um Pressbaum.